# La lladre de llibres
|  | Aquest article tracta sobre el llibre de Markus Zusak. Si cerqueu la pel·lícula del 2013, vegeu «La lladre de llibres (pel·lícula)». |

La lladre de llibres (en llengua original The Book Thief) és una novel·la de l'autor australià Markus Zusak. Narrat per la mort, la història ocorre a l'Alemanya nazi en un moment que el narrador denota que estava realment molt ocupada. Descriu la relació d'una noia jove amb els seus pares d'acollida, els altres residents del veïnat i un jove jueu que s'amaga a casa seva durant l'escalament de la Segona Guerra Mundial. Publicat per primer cop el 2005, el llibre ha guanyat nombrosos premis i fou llistat a la The New York Times Best Seller list durant més de 230 setmanes.

## Adaptació al cinema
El 2013 es va estrenar una adaptació homònima cinematogràfica dirigida per Brian Percival.